# Cautivar a un rey
Cautivar a un rey (en hangul, 세작, 매혹된 자들; en hanja, 細作, 魅惑된 子들; romanización revisada, Sejak, maehokdoen jadeul; literalmente, «Sejak, las hechizadas») es una serie de televisión surcoreana dirigida por Jo Nam-guk y protagonizada por Jo Jung-suk, Shin Se-kyung y Lee Shin-young. Se emitió por el canal tvN desde el 21 de enero hasta el 3 de marzo de 2024, en horario de sábados y domingos a las 21:20 (hora local coreana), con los dos primeros episodios emitidos consecutivamente el primer día. También está disponible en la plataforma Netflix para algunas regiones del mundo.

## Sinopsis
Lee In es un rey fuerte pero gentil, que no tiene a nadie a su alrededor en quien pueda confiar y está siempre en peligro por las intrigas que se urden a su alrededor. Kang Hee-soo es una mujer que, disfrazada de hombre, ha ganado fama como un invencible y enigmático jugador de go; gracias precisamente a ello había entablado amistad con el rey, gran aficionado, antes de que este ascendiera al trono tras la muerte de su hermano. Sin embargo, cuando esto sucede él cambia su actitud hacia ella, y no duda en enviar a su padre en una peligrosa misión a China ni en castigar a su mejor amiga, que acaba muriendo como consecuencia de ello. Hee-soo cree además que ha usurpado el trono, pues el rey anterior había dejado un heredero. Así pues, planea vengarse por todo ello, pero al conocerlo de cerca va entendiendo los motivos de sus decisiones y acaba enamorándose de él.

## Reparto

### Principal
- Cho Jung-seok como Lee In, el rey de Joseon, que es un experto jugador de go.[6][7][8]
- Shin Se-kyung como Kang Hee-soo/Kang Mong-woo: el primero es su nombre real y el segundo el modo en que se la conoce en la corte. Es una mujer disfrazada de hombre que como invencible jugadora de go ganaba dinero que destinaba a liberar a los cautivos de la guerra contra la dinastía Qing; con este disfraz se convierte en amigo cercano de Lee In, del que sin embargo quiere vengarse por considerarlo culpable, entre otras cosas, de haber usurpado el trono.[8][9]
- Lee Shin-young como Kim Myung-ha, un noble que domina los Cuatro Libros y los Tres Clásicos, y hábil tanto en tiro con arco como con la espada. Toma una decisión irreversible mientras Hee-soo lo rechaza.[8]

### Secundario
- Choi Dae-hoon como Lee Sun, el hermano mayor de In, que a los 13 años había sido nombrado príncipe heredero.[10][11]
- Lee Kyoo-hoe como Park Jong-hwan, el hermano mayor de la reina viuda Park y tío de In.[10]
- Yang Kyung-won como Yoo Hyun-bo, un subjefe de sección del Ministerio de Ritos que hará cualquier cosa por la riqueza y la fama.[12]
- Cho Sung-ha como Kim Jong-bae, el padre de Myung-ha, que es ministro de asuntos militares.[13][14]
- Son Hyun-joo como Kang Hang-soon, el padre de Hee-soo y maestro de In, es el Consejero de Estado Principal.[14][15]

#### Entorno de In
- Kang Hong-seok como Joo Sang-hwa, miembro de la guardia real de In.[16]
- Park Ye-young como la dama de la corte Dong, dama de honor de In, que está rodeada de secretos.[8][17]
- Han Jung-ho como Ji Nam-kyoo, médico de la corte.
- Kim Ki-nam como el eunuco Kim, que está a cargo del palacio desde el ascenso al trono de In.[18]

#### Entorno de Hee-soo
- Na Hyun-woo como Choo Dal-ha, asistente de Hee-soo, exoficial militar.[19]
- Song Sang-eun como Ja Geun-nyeon, amiga y sirviente de Hee-soo.[20]
- Han Dong-hee como Hong Jang, amiga de Hee-soo y hermana de Yoo Hyun-bo, se hizo cortesana tras ser abandonada por su familia.[21]
- Jung Seok-yong como Se Dong, un espía que tiene una personalidad pura y recta.
- Ko Soo-hee como Jeom Yi-ne, la esposa de Se-dong, que es una espía.[18]
- Kim Bo-yoon como Boon Young, asistente de la corte y espía.[22]
- Lee Yoon-hee como Kim Je-nam, viejo amigo de Hang-soon; es un exfuncionario de alto rango del gobierno local.

#### Familia real
- Jang Young-nam como la reina viuda Park, la madre biológica de In.[14]
- Ahn Se-eun como la princesa real Jangryung, hija mayor del difunto rey Sun y sobrina de In.[23]
- Choi Ye-chan como el gran príncipe Moonsung, hijo del difunto rey Sun y sobrino de In.[24]
- Ha Seo-yoon como la reina Oh, la esposa de Lee In.[25]
- Jeon Su-ji como la dama de la corte Han, dama de honor de la reina viuda Park.[23][26]

#### Gente de la corte
- Uhm Hyo-seop como Oh Wook-hwan, el padre de la reina Oh.[27]
- Baek Seok-gwang como Min Ji-hwan, inspector militar y ayudante de Park Jong-hwan.[28]
- Kim Seo-ha como Min Sang-hyo, amigo de Kim Myung-ha y hermano menor de Min Ji-hwan.[29]
- Cho Jae-ryong como Jung Je-pyo, nacido esclavo en Joseon, ahora es un funcionario de la dinastía Qing que actúa como intérprete.[23]
- Ahn Si-ha como la reina Kim, la esposa de Sun.[10]

### Apariciones especiales
- Song Ji-woo como una cortesana que aparece frente a Yi In.[30]

## Producción y promoción
El director de la serie es Jo Nam-guk, que tiene en su haber las temporadas 1 y 2 de The Good Detective (2020-22). La guionista es Kim Seon-deok, autora también de The Crowned Clown (2019). Jo Jung-suk regresa con este trabajo a televisión tras tres años de ausencia.
Cautivar a un rey comenzó a rodarse en marzo de 2023. El 29 de noviembre del mismo año se publicaron imágenes de la lectura del guion. El 6 de diciembre la compañía productora anunció la fecha del estreno y lanzó un cartel de la serie. Otros dos carteles les siguieron el 13, y uno más el 31. El 3 y el 11 de enero de 2024 se difundieron sendos avances.

## Banda sonora original
| Parte | Fecha de publicación                                                                | Título                                                                              | Letra                                                                               | Música                                                                              | Artista                                                                             | Dur.                                                                                | Ref.                                                                                |
| ----- | ----------------------------------------------------------------------------------- | ----------------------------------------------------------------------------------- | ----------------------------------------------------------------------------------- | ----------------------------------------------------------------------------------- | ----------------------------------------------------------------------------------- | ----------------------------------------------------------------------------------- | ----------------------------------------------------------------------------------- |
| 1     | 21 de enero de 2024                                                                 | 꿈이라도 좋을 꿈 [«Un sueño»]                                                       | Kinsha                                                                              | AllThou, Kim Su-hyun, Park Hyun-seo, Flora,Oneway                                   | Shin Ji-hoon                                                                        | 3:19                                                                                | [ 37 ]                                                                              |
| 2     | 28 de enero de 2024                                                                 | 가랑비(濛雨) [«Lluvia ligera»]                                                      | Lee Ga-yoon, Park Seung-ju                                                          | Park Seung-ju, SteroeHz, Lee Ga-yoon                                                | Kwon Jin-ah                                                                         | 4:00                                                                                | [ 38 ] [ 39 ]                                                                       |
| 3     | 4 de febrero de 2024                                                                | 파랑(波浪) [«Ola»]                                                                  | Kapoo, Sean Kimm                                                                    | M2U, Kapoo, Sean Kimm                                                               | Taeil (NCT)                                                                         | 3:34                                                                                | [ 40 ] [ 41 ]                                                                       |
| 4     | 18 de febrero de 2024                                                               | 그대라는 꽃잎) [«Un pétalo te llamó»]                                               | Dinner Court                                                                        | Dinner Court, Yoo Jeong-hyeon                                                       | Roy Kim                                                                             |                                                                                     | [ 42 ] [ 43 ]                                                                       |
| Notas | Las canciones de la banda sonora tienen una versión instrumental de igual duración. | Las canciones de la banda sonora tienen una versión instrumental de igual duración. | Las canciones de la banda sonora tienen una versión instrumental de igual duración. | Las canciones de la banda sonora tienen una versión instrumental de igual duración. | Las canciones de la banda sonora tienen una versión instrumental de igual duración. | Las canciones de la banda sonora tienen una versión instrumental de igual duración. | Las canciones de la banda sonora tienen una versión instrumental de igual duración. |

## Audiencia
| Temporada | Temporada | Episodio número | Episodio número | Episodio número | Episodio número | Episodio número | Episodio número | Episodio número | Episodio número | Episodio número | Episodio número | Episodio número | Episodio número | Episodio número | Episodio número | Episodio número | Episodio número | Promedio |
| Temporada | Temporada | 1               | 2               | 3               | 4               | 5               | 6               | 7               | 8               | 9               | 10              | 11              | 12              | 13              | 14              | 15              | 16              | Promedio |
| --------- | --------- | --------------- | --------------- | --------------- | --------------- | --------------- | --------------- | --------------- | --------------- | --------------- | --------------- | --------------- | --------------- | --------------- | --------------- | --------------- | --------------- | -------- |
|           | 1         | 0.976           | 0.641           | 0.704           | 1.284           | —               | 1.212           | 0.903           | 1.120           | 1.623           | 1.661           | 0.982           | 1.321           | 1.099           | 1.497           | 1.213           | 1.810           | —        |

| Episodio | Fecha de emisión      | Índices de audiencia (Nielsen Korea) | Índices de audiencia (Nielsen Korea) |
| Episodio | Fecha de emisión      | Nacional                             | Seúl                                 |
| --- | --------------------- | ------------------------------------ | ------------------------------------ |
| 1 | 21 de enero de 2024   | 3,977 % (2.ª)                        | 4,077 % (2.ª)                        |
| 2 | 21 de enero de 2024   | 3,089 % (3.ª)                        | 3,224 % (3.ª)                        |
| 3 | 27 de enero de 2024   | 3,286 % (1.ª)                        | 3,550 % (1.ª)                        |
| 4 | 28 de enero de 2024   | 6,016 % (1.ª)                        | 5,968 % (2.ª)                        |
| 5 | 3 de febrero de 2024  | 3,868 % (4.ª)                        | ND                                   |
| 6 | 4 de febrero de 2024  | 5,461 % (1.ª)                        | 5,350 % (1.ª)                        |
| 7 | 9 de febrero de 2024  | 4,162 % (1.ª)                        | 4,573 % (1.ª)                        |
| 8 | 10 de febrero de 2024 | 4,733 % (1.ª)                        | 4,863 % (1.ª)                        |
| 9 | 11 de febrero de 2024 | 6,369 % (2.ª)                        | 6,290 % (2.ª)                        |
| 10 | 11 de febrero de 2024 | 6,703 % (1.ª)                        | 6,792 % (1.ª)                        |
| 11 | 17 de febrero de 2024 | 4,100 % (1.ª)                        | 4,240 % (1.ª)                        |
| 12 | 18 de febrero de 2024 | 5,938 % (1.ª)                        | 5,837 % (2.ª)                        |
| 13 | 24 de febrero de 2024 | 4,942 % (1.ª)                        | 5,272 % (1.ª)                        |
| 14 | 25 de febrero de 2024 | 6,675 % (1.ª)                        | 7,082 % (1.ª)                        |
| 15 | 2 de marzo de 2024    | 5,609 % (1.ª)                        | 6,030 % (1.ª)                        |
| 16 | 3 de marzo de 2024    | 7,763 % (1.ª)                        | 7,915 % (1.ª)                        |
| Promedio | Promedio              | 5,609 %                              | —                                    |
| - En la tabla superior, los números azules representan las calificaciones más bajas y los números rojos representan las más altas. - ‘ND’ señala que se desconoce el dato correspondiente a ese episodio. - Esta serie se transmite en un canal de cable/televisión de pago, que normalmente tiene una audiencia menor respecto a las emisoras de televisión públicas/gratuitas (KBS, SBS, MBC y EBS). |                       |                                      |                                      |

## Crítica
Lee Sook-myung (Vogue Korea) escribe que «es un drama que se siente muy sofisticado a pesar de que contiene la gravedad de un drama histórico ortodoxo y un juego político con feroces altibajos como un juego de go. Puede que haya sufrido una pérdida en los índices de audiencia debido a la atmósfera seria, pero gracias a eso, el impacto persistente del melodrama es profundo [...] No hay una sola escena en Cautivar a un rey que no sea agradable a la vista, gracias al hermoso vestuario, la cinematografía y el conjunto de actores experimentados». Sin embargo, encuentra que el personaje representado por Shin Se-kyung es el defecto crítico de la trama, por su comportamiento fuera de toda lógica, aunque la actuación de esta logra ocultar el defecto».